# Trio palatin
Le trio palatin (The Warrior Three en version originale) est un groupe d'Asgardiens créés par Stan Lee et Jack Kirby dans le comic book Journey into Mystery # 119 daté d'août 1965 et édité par Marvel Comics. Il est composé de Fandral, Hogun et Volstagg. À la différence des autres asgardiens, ces trois dieux ne sont pas inspirés de la mythologie nordique.

## Les trois guerriers
Fandral l'Éclair, Hogun le Sinistre et Volstagg l'Énorme sont les membres fondateurs d'un trio d'aventuriers d'Asgardiens.  Ils font partie de personnages secondaires dans les comics sur Thor. Ils fournissent généralement leur soutien au dieu du Tonnerre, donnent un côté comique et un lot d'aventures secondaires.

### Fandral l'Éclair
Stan Lee, son créateur, s'est inspiré de l'acteur Errol Flynn.

#### Pouvoirs et capacités
Fandral est un membre des Asgardiens. Comme toute cette race de divinités, il possède une force, une endurance et une longévité surhumaine.
Fandral est un maître épéiste et un excellent guerrier. Il est très compétent dans l'utilisation de toutes les armes blanches, et sa dextérité, vitesse et agilité surhumaine et sont toutes significativement plus grande que l'Asgardien moyen. Son compagnon Thor le décrit comme « le meilleur d'entre nous avec la lame ».
Fandral possède un cheval nommé Firehooves.

#### Apparitions dans d'autres médias

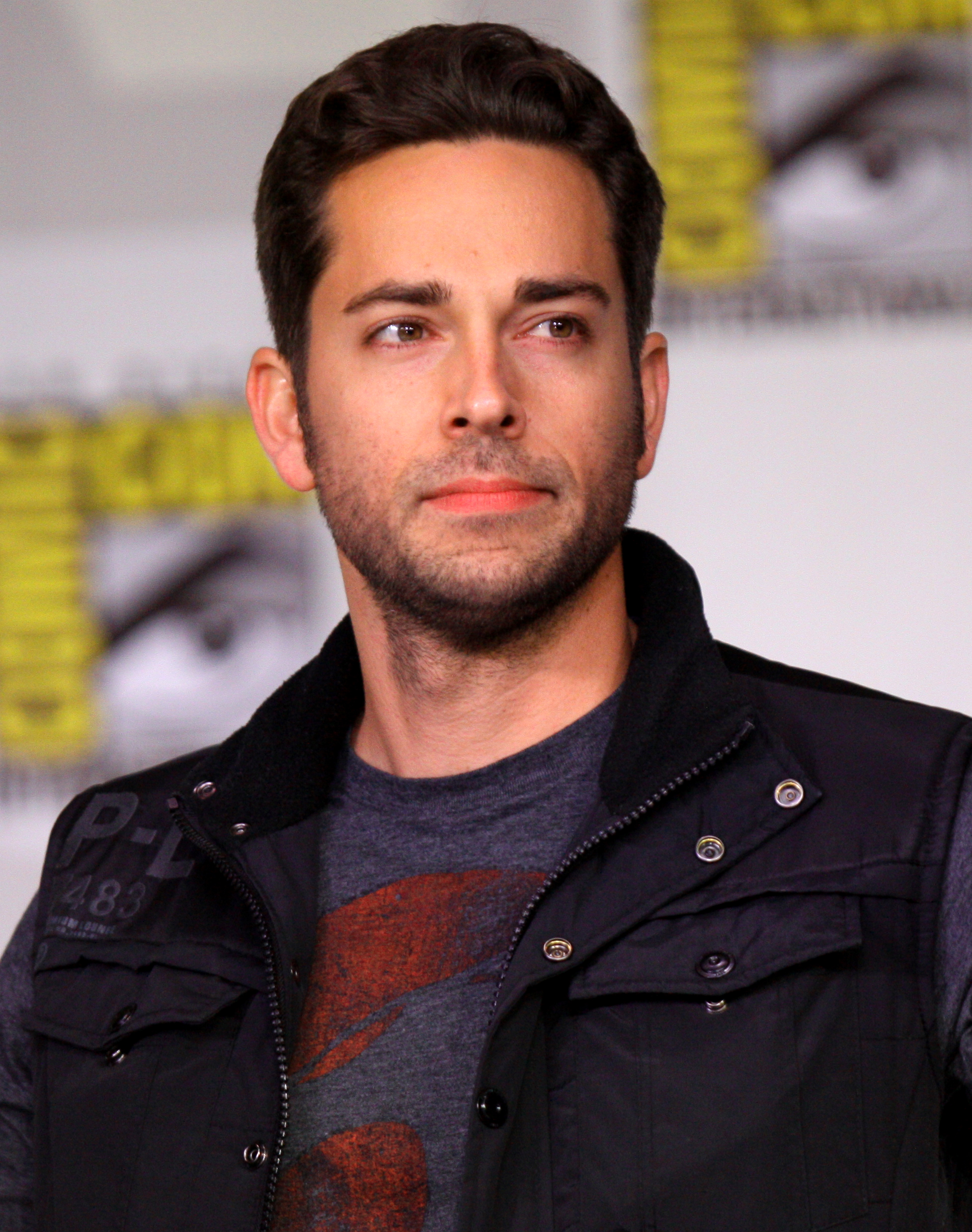
Zachary Levi incarne Fandral dans Thor : Le Monde des ténèbres (2013)

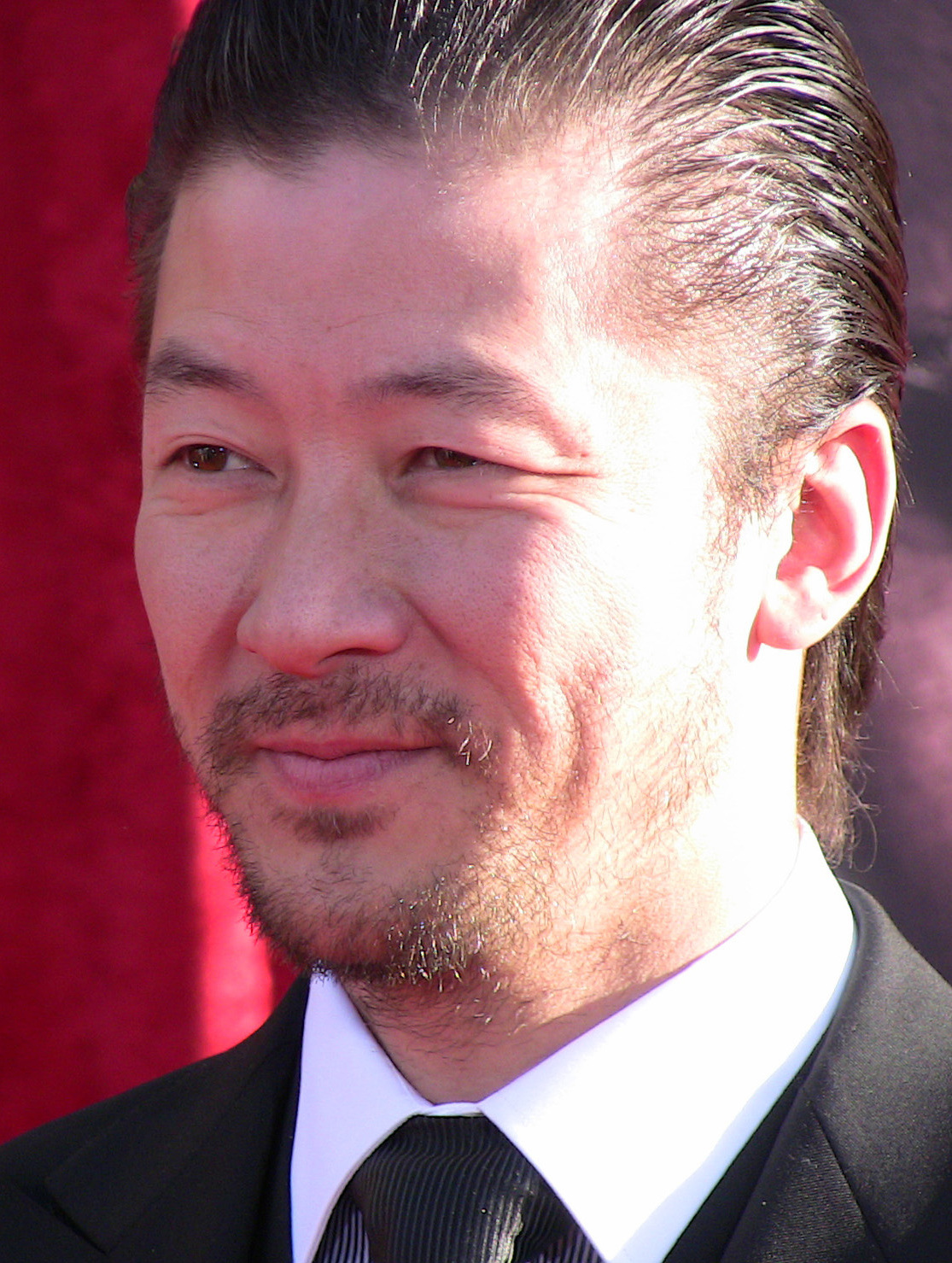
Tadanobu Asano incarne Hogun dans Thor (2011) et Thor : Le Monde des ténèbres (2013)

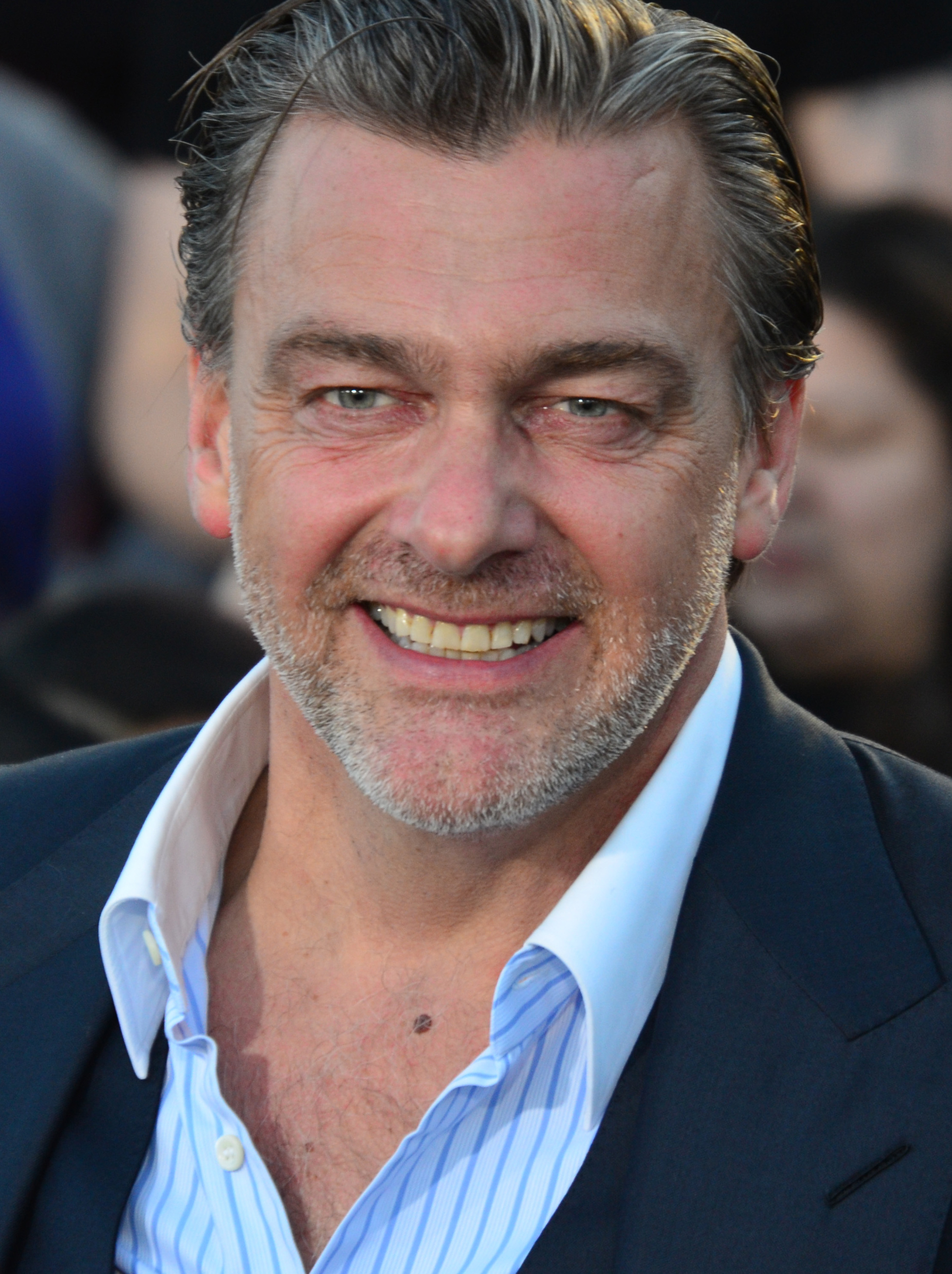
Ray Stevenson incarne Volstagg dans Thor (2011) et Thor : Le Monde des ténèbres (2013)

Sauf indication contraire, les informations mentionnées dans cette section peuvent être confirmées par la base de données cinématographiques IMDb,  présente dans la section « Liens externes ».

##### Films
Animations
- 2009 : Hulk Vs Thor
- 2011 : Thor : Légendes d'Asgard [4]

Interprété par Joshua Dallas puis par Zachary Levi dans l'Univers cinématographique Marvel
- 2011 : Thor réalisé par Kenneth Branagh[5],[6]
- 2013 : Thor : Le Monde des ténèbres réalisé par Alan Taylor
- 2017:  Thor : Ragnarok réalisé par Taika Waititi

##### Télévision
- 2009 : The Super Hero Squad Show (série d'animation)

### Hogun le Sinistre
Stan Lee, son créateur, s'est inspiré de plusieurs traits de personnages interprétés par l'acteur Charles Bronson.

#### Biographie du personnage
Hogun vient de Vanaheim, un royaume où vit les Vanes, dont la reine Freyja.
Il est principalement caractérisé par son attitude brusque, taciturne et souvent colérique. Il est le pessimiste du groupe, par opposition à Volstagg toujours d'irrépressible bonne humeur et Fandral l'impétueux. Il est un féroce et implacable guerrier, un collectionneur d'armes et souvent la voix de la raison pour les trois guerriers.
Hogun a été impliqué dans un grand nombre d'aventures et des quêtes que ce soit en tant que membre des Warriors Three, comme allié de Thor ou encore seul. Lors de sa première apparition, Hogun avait rejoint la quête du pouvoir qui avait craqué le Oversword d'Asgard. Peu de temps après, il a contribué à apaiser une mutinerie menée par Loki.  Il a ensuite aidé à repousser une attaque de trolls dans le Thryheim. Avec Thor, il a aidé à vaincre les forces de Harokin, puis il a lutté contre le dragon Fafnir. Toujours avec Thor, il a vaincu le Mogul de la Montagne Mystique, qui avait détruit sa patrie. Il a aidé à défendre Asgard du Destroyer. Il a rencontré Hulk,.
Hogun a aidé à défendre Asgard de Mangog. Il a rencontré le Surfer d'Argent. Avec Thor, il a lutté contre l'Homme-Thermique. Il a aidé à défendre Asgard des attaques de Surtur. Il a aidé Thor à s'échapper de Mephisto. Il est devenu fasciné par Infinie et a été forcé d'affronter Thor, Balder, Sif, et d'autres Asgardiens. Il a été libéré de sa transe par Loki et Karnilla. Avec Thor, il fut envoyé dans une quête par Odin, mais il est revenu pour aider à défendre Asgard de nouveau attaqué par Mangog. Il a semblé être détruit par Pluton mais a en fait été envoyé sur Terre par Odin. Avec Thor, il a lutté contre Ego la Planète Vivante, a été exilé sur Terre, puis enlevé par Mephisto, et finalement libéré par Thor. Avec Thor et d'autres Asgardiens, il s'est lancé dans une quête pour retrouver Odin qui avait disparu. Il a lutté contre les esclavagistes de Sssthgar, Mercurio et Xorr. Il a battu les Doppelgangers créés par le magicien Igron.
Avec Thor, Hogun a combattu Zarrko l'homme de demain. Il a vaincu des voleurs de diamants à New York. Avec Thor, il a contribué à renverser les usurpateurs Mangog et Igron. Avec Thor, il partit à la recherche d'Odin, qui avait disparu à nouveau. Il a lutté contre Spoor, la Gargouille Grise, et les Soul-Survivors. Il a combattu Skurge l'Exécuteur et Amora l'Enchanteresse. Il a lutté contre le Destroyer et Loki. Il a aidé à défendre contre Asgard les événements de Ragnarök. Il a, à nouveau, lutté contre le dragon Fafnir.
Plus tard, Hogun a lutté contre les forces de Surtur sur Terre,. Il a ensuite été envoyé sur cette dernière pour localiser Thor, mais a souffert d'une commotion cérébrale et de démence. Il a lutté contre Daredevil, et a été marquée de la marque de la mort par Seth. Il a aidé à défendre Asgard contre les forces de Seth. Sa quête avec Thor de la recherche d'Ulagg, le Grand Enchanteur a été raconté plus tard. Il a aidé les Vengeurs dans une bataille conte Blastaar. Il a été sauvé des Trolls par les Nouveaux Mutants. Hogun a également contribué à la bataille contre Ymir et Surtur.
En 2005, une mini-série a été publié autour de Thor et ses alliés les Warriors Three, appelée Thor: Blood Oath. Dans cette mini-série, Thor et les trois guerriers sont envoyés dans une quête de pénitence pour avoir tué accidentellement un géant ennemi en temps de paix. Hogun supporte héroïquement les assauts du dieu égyptien, Thot, et crie trois noms au temple de Thot pour remplir leur quête. Il a également été le seul membre du groupe en mesure de dominer l'esprit sanguinaire de la lance de Chulain, et empêcher une attaque meurtrière. Bien que le groupe échoue dans sa quête, à travers l'utilisation des capacités uniques de chaque guerrier, l'aventure finit bien.
Lors du Ragnarök, Hogun meurt assez tôt. Comme les autres Asgardiens, il sera ressuscité par Thor.

#### Pouvoirs et capacités
Hogun possède les caractéristiques des Asgardiens : force surhumaine, endurance et résistance aux blessures. Il a une durée de vie beaucoup plus longue qu'un être humain. Son corps comme celui des autres Asgardiens à des capacités de régénération plus importante qu'un humain.
Hogun est un guerrier polyvalent sur le champ de bataille, habile avec une arme à une main. Il est aussi capable de se battre à cheval. Il est habile avec toutes les armes des Asgardiens et il est un maître dans le domaine des armes contondantes qu'il affectionne, en particulier la masse d'armes.
Bien qu'il ne soit pas un guérisseur, Hogun possède aussi des talents dans le domaine de la médecine et l'art de la guérison, principalement pour les blessures de guerre.

#### Apparitions dans d'autres médias
Sauf indication contraire, les informations mentionnées dans cette section peuvent être confirmées par la base de données cinématographiques IMDb,  présente dans la section « Liens externes ».

##### Films
Animations
- 2009 : Hulk Vs Thor
- 2011 : Thor : Légendes d'Asgard [4]

Interprété par Tadanobu Asano dans l'Univers cinématographique Marvel
- 2011 : Thor réalisé par Kenneth Branagh[5],[6]
- 2013 : Thor : Le Monde des ténèbres réalisé par Alan Taylor
- 2017 : Thor : Ragnarok réalisé par Taika Waititi

##### Télévision
- 2009 : The Super Hero Squad Show (série d'animation)

### Volstagg l'Énorme

#### Pouvoirs et capacités
Volstagg possède un certain nombre d'attributs surhumains classiquement possédés par tous les Asgardiens. Il possède une force surhumaine. Bien qu'il soit toujours plus fort que la plupart des Asgardiens, il n'est plus aussi fort qu'avant. La raison principale est son obésité qui a diminué ses autres capacités physiques telles la vitesse, l'endurance et l'agilité. Ces capacités sont désormais inférieures à celles de la majorité de sa race.
Dans un certain nombre d'histoires, Volstagg est représenté comme un guerrier aguerri, expert dans le maniement des armes et le combat à main-nues, escrimeur, cavalier, archer, un superbe pugiliste et un maître du gourdin. Les prouesses au combat de Volstagg ont diminué avec l'âge et à cause de sa prise de poids. Toutefois, Volstagg utilise sa masse pure à son avantage dans les situations de combat. Il est capable de consommer de grandes quantités de nourriture et de boisson.

#### Apparitions dans d'autres médias
Sauf indication contraire, les informations mentionnées dans cette section peuvent être confirmées par la base de données cinématographiques IMDb,  présente dans la section « Liens externes ».

##### Films
Animations
- 2009 : Hulk Vs Thor
- 2011 : Thor : Légendes d'Asgard [4]

Interprété par Ray Stevenson dans l'Univers cinématographique Marvel
- 2011 : Thor réalisé par Kenneth Branagh[5],[6]
- 2013 : Thor : Le Monde des ténèbres réalisé par Alan Taylor
- 2017 : Thor : Ragnarok réalisé par Taika Waititi

##### Télévision
- 2009 : The Super Hero Squad Show (série d'animation)

## Versions alternatives
Dans l'univers alternatif Earth X, les Asgardiens sont des extraterrestres qui ont été manipulés par les Célestes. Ces derniers leur ont fait croire qu'ils étaient les dieux de la mythologie nordique. Lorsque le mensonge a été révélé, le trio palatin ainsi que les autres Asgardiens ont brièvement repris leur forme originelle, puis ont repris plus tard leurs formes d'Asgardiens.
Dans l'univers alternatif Mutant X, de nombreux super-héros dont le trio palatin trouve la mort lors d'un affrontement avec le Beyonder.
Dans l'univers alternatif Marvel Zombies, Nick Fury fait un briefing pour définir un plan contre l'invasion des zombies, de nombreux héros sont présents dont le trio palatin

### Groupe
- (en) Warriors Three sur la Comic Book Database

### Fandral
- (en) Fandral sur marvel.com
- (en) Fandral the Dashing sur la Comic Book Database

### Hogun
- (en) Hogun sur marvel.com
- (en) Hogun the Grim sur la Comic Book Database

### Volstagg
- (en) Volstagg sur marvel.com
- (en) Volstagg the Voluminous sur la Comic Book Database